# デヴィッド・スピノザ
デヴィッド・スピノザ（David Spinozza、1949年8月8日 - ）は、ニューヨークで活躍するイタリア系アメリカ人のギタリスト、音楽プロデューサー。巧みなギタープレイで、ジョン・レノンやポール・マッカートニーなどの作品に参加している。

## ディスコグラフィ

### ソロ・アルバム
- 『スピノザ』 - Spinozza (1978年) ※「スーパースター」のカバーを含む
- 『ヒアズ・ザット・レイニー・デイ』 - Here's That Rainy Day (1983年)

### 参加アルバム
- ポール・マッカートニー : 『ラム』 - Ram (1971年)
- ポール・マッカートニー&ウイングス : 『レッド・ローズ・スピードウェイ』 - Red Rose Speedway (1973年)
- ポール・ウィリアムズ : 『オールド・ファッションド・ラヴ・ソング』 - Just an Old Fashioned Love Song (1971年)
- ダニー・ハサウェイ : 『愛と自由を求めて』 - Extension of a Man (1973年)
- ドン・マクリーン : 『アメリカン・パイ』 - American Pie (1971年) ※「アメリカン・パイ」収録
- ドクター・ジョン : 『イン・ザ・ライト・プレイス』 - In the Right Place (1973年) ※「ライト・プレイス・ロング・タイム」収録
- B.B.キング : 『イン・ロンドン』 - B.B. King in London (1971年)
- ラスティ・ブライアント : Until It's Time for You to Go (1974年)
- ポール・サイモン : 『ポール・サイモン』 - Paul Simon (1972年) ※「僕とフリオと校庭で」「お体を大切に」収録
- ポール・サイモン : 『ひとりごと』 - There Goes Rhymin' Simon (1973年) ※「何かがうまく」収録
- リチャード・デイヴィス : Dealin' (1973年)
- ロバータ・フラック&ダニー・ハサウェイ : 『ロバータ・フラック&ダニー・ハサウェイ』 - Roberta Flack & Donny Hathaway (1972年) ※「君の友だち」収録[2]
- ジョン・デンバー : 『この自然は誰のもの』 - Whose Garden Was This (1970年)
- マイケル・フランクス : 『N.Y.ストーリー』 - One Bad Habit (1980年)
- マイケル・フランクス : 『タイム・トゥギャザー』 - Time Together (2011年)
- マイケル・フランクス : 『ザ・ミュージック・イン・マイ・ヘッド』 - The Music in My Head (2018年)
- アート・ファーマー : 『ヤマ』 - Yama (1979年) ※with ジョー・ヘンダーソン
- ジョニー・ホッジス : 『スリー・シェイズ・オブ・ブルー』 - 3 Shades of Blue (1970年)
- リッチー・ヘブンス : 『絆 (きずな)』 - Connections (1980年)
- パトリシア・カース : 『ダン・マ・シェール』 - Dans ma chair (1997年)
- リンゴ・スター : 『ウィングズ〜リンゴ IV』 - Ringo the 4th (1977年)
- スティーヴン・ビショップ : 『哀愁マンハッタン』 - Red Cab to Manhattan (1980年)
- ロッド・スチュワート : 『ザ・グレイト・アメリカン・ソングブックVol.2』 - As Time Goes By: The Great American Songbook, Volume II (2003年)
- チャーリー・マリアーノ : 『ミラー』 - Mirror (1972年)
- ベット・ミドラー : 『ベット・ミドラー・デビュー』 - The Divine Miss M (1972年)
- ベット・ミドラー : 『ベット・ミドラー III』 - Songs for the New Depression (1976年)
- ベット・ミドラー : 『エロスの囁き』 - Thighs and Whispers (1979年)
- ガーランド・ジェフリーズ : 『ゴースト・ライター』 - Ghost Writer (1977年)
- ガーランド・ジェフリーズ : 『片目のジャック』 - One-Eyed Jack (1978年)
- ローラ・ブラニガン : 『オーヴァー・マイ・ハート』 - Over My Heart (1993年)
- メリッサ・マンチェスター : 『雨と唄えば』 - Singin'... (1977年)
- メリッサ・マンチェスター : 『ヘイ・リッキー』 - Hey Ricky (1982年)
- ディオンヌ・ワーウィック : 『シングス・コール・ポーター』 - Dionne Warwick Sings Cole Porter (1990年)
- ロビン・ケニヤッタ : Gypsy Man (1973年)
- ステファニー・ミルズ : 『ステファニー』 - Stephanie (1981年)
- ユセフ・ラティーフ : 『ハッシュ・ン・サンダー』 - Hush 'N' Thunder (1972年)
- マーク・コーン : 『マーク・コーン』 - Marc Cohn (1991年)
- ロバータ・フラック : 『愛のためいき』 - Feel Like Makin' Love (1975年)
- ロバータ・フラック : 『愛の世界』 - Blue Lights in the Basement (1977年)
- ロバータ・フラック : 『愛の絆』 - Roberta Flack (1978年)
- カーリー・サイモン : 『ホットケーキ』 - Hotcakes（1974年）
- カーリー・サイモン : 『スパイ』 - Spy (1979年)
- カーリー・サイモン : 『トーチ』 - Torch (1981年)
- オノ・ヨーコ : 『空間の感触』 - Feeling the Space (1973年)
- オノ・ヨーコ : 『ストーリー』 - A Story (1997年)
- アレサ・フランクリン : 『輝く愛の世界』 - Let Me in Your Life (1974年)
- ジェニファー・ホリデイ : 『セイ・ユー・ラヴ・ミー』 - Say You Love Me (1985年)
- ジェニファー・ホリデイ : Get Close to My Love (1987年)
- ジョニー・リトル : The Soulful Rebel (1971年)
- サド・ジョーンズ / メル・ルイス・ジャズ・オーケストラ : 『コンサメーション』 - Consummation (1970年)
- ピーター・アレン : 『コンチネンタル・アメリカン』 - Continental American (1974年)
- ピーター・アレン : 『アイ・クッド・ハヴ・ビーン・ア・セイラー』 - I Could Have Been a Sailor (1979年)
- ジョージ・ベンソン : 『ユア・アイズ』 - In Your Eyes (1983年)
- フランキー・ヴァリ : 『恋人たちの調べ』 - Lady Put the Light Out (1977年)
- ジェームス・テイラー : 『ウォーキング・マン』 - Walking Man (1974年)
- ジョン・レノン : 『マインド・ゲームス』 - Mind Games (1973年)
- バリー・マニロウ : 『想い出の中に』 - This One's for You (1976年)
- イヴォンヌ・エリマン : 『イヴォンヌ・エリマン・ソロ』 - Yvonne Elliman (1972年)
- ハービー・マン : 『タートル・ベイ』 - Turtle Bay (1973年)
- ジャン＝ ピエール・フェルラン : Jaune (1970年)
- ボニー・レイット : 『ストリートライツ』 - Streetlights (1974年)
- アリフ・マーディン : 『ジャーニー』 - Journey (1974年)
- レス・マッキャン : Invitation to Openness (1972年)
- デヴィッド・ニューマン : 『ザ・ウェポン』 - The Weapon (1973年)
- シャーリー・スコット : Superstition (1973年)
- ジョー・トーマス : 『ジョイ・オブ・クッキン』 - Joy of Cookin' (1972年)
- チャールズ・ウィリアムズ : 『スティックボール』 - Stickball (1972年)
- デオダート : 『ヴェリー・トゥゲザー』 - Very Together (1976年)
- ビリー・ジョエル : 『ニューヨーク52番街』 - 52nd Street (1978年) ※「オネスティ」収録
- デイヴィッド・サンボーン : 『ハート・トゥ・ハート』 - Heart to Heart (1978年)
- マイケル・ケニー : Michael Kenny (1976年)
- 野口五郎 : GORO IN NEW YORK / 異邦人(1977年)
- 野口五郎 : ラスト・ジョーク / Goro In Los Angeles '79 (1979年)
- 野口五郎 : U.S.A. STUDIO CONNECTION (1980年)
- 舘ひろし : ジャスト・ワン・ナイト（Just one Night） (1983年)
- 吉田美和 : 『Beauty and harmony 2』(2003年)
- DREAMS COME TRUE：『DIAMOND15』(2004年)